# دانگبو استیل
دانگبو استیل (انگلیسی: Dongbu Steel) شرکت فولاد کره‌ای است، که در سال ۱۹۸۲ تأسیس شد.